# 施托克峰
施托克峰（德語：Stockhorn）是瑞士瓦萊州的山峰，位於該國南部，屬於伯尔尼山的一部分，處於巴爾奇德以北，海拔高度3,212米。

## 外部連結
- Stockhorn on Hikr （页面存档备份，存于）
- Stockhorn on Summitpost （页面存档备份，存于）